# Fragment 31 (Sapfo)
Fragment 31 är en antik dikt av den grekiska poeten Sapfo från ön Lesbos. Den anses vara Sapfos mest berömda dikt och en av de mest välkända kärleksdikterna i den västerländska litterära traditionen.

## Dikten

### Översättningar till svenska
Dikten har översatts till svenska ett flertal gånger, av bland andra Emil Zilliacus, Hjalmar Gullberg och Jesper Svenbro. Nedan återges Zilliacus tolkning:
Gudars like syns mig den mannen vara,
han som mitt emot dig kan sitta, han som
i din närhet lyss till din kära stämmas
älskliga tonfall
och ditt ljuva, tjusande skratt som alltid
i mitt bröst bragt hjärtat i häftig skälvning.
Ser jag blott dig skymta förbi mig flyktigt,
stockar sig rösten;
tungans makt är bruten och under huden
löper elden genast i fina flammor;
ögats blick blir skymd och det susar plötsligt
för mina öron.
Svetten rinner ned och en ristning griper
all min arma kropp. Jag blir mera färglöst
blek än ängens strå. Och det tycks som vore
döden mig nära.

### Innehåll och tolkning
Dikten är hållen i första person singular och skildrar de fysiska effekter som det kvinnliga diktjagets förälskelse i en annan kvinna resulterar i, då hon betraktar hur föremålet för hennes kärlek sitter bredvid en annan man. Anne Carson menar att dikten inte främst handlar om de tre som individer, utan om relationen mellan dem. Hon ser dikten som en bild av avståndet mellan den unga kvinnan, mannen och poeten och lyfter fram triangeln som en central figur. En uppenbar konsekvens av detta blir att tolka dikten som en skildring av svartsjuka, vilket Carson menar att ett flertal forskare har gjort. Enligt en annan tolkning ska mannen i dikten inte tolkas som en riktig person utan som en poetisk hypotes som används som kontrast för att visa hur djupt diktjaget påverkas av närvaron av den hon älskar.
Ytterligare en central aspekt i dikten är förälskelsen som ett sjukdomsliknande tillstånd. Sjukdomssymptomen är inte endast metaforiska utan direkt fysiska. Diktjaget påverkas konkret av förälskelsen, som därmed får närmast patologiska drag.

## Uppbyggnad och bevarande
Dikten omfattar fyra strofer och är skriven på sapfisk strof, ett antikt versmått uppkallat efter Sapfo. Det består av strofer om fyra rader, av vilka tre är elvastaviga, "enfotade" rader medan den avslutande är en adonisk versrad. 
Att dikten bevarats för eftervärlden har enbart sin grund i att den citeras av Longinus i Om litterär storhet (Peri hypsous), där den används som ett exempel på det sublima och på Sapfos mästerskap som diktare. Dikten har också parafraserats av den romerske poeten Catullus.
Det är inte klarlagt hur dikten, vad gäller antalet strofer, ursprungligen var utformad. Jan Stolpe menar att "[d]et är en omdiskuterad fråga om Sapfos dikt har slutat där den svenska översättningen slutar eller om den har gått vidare. Argumenten för att den är avslutad är bland annat att dikten då börjar och slutar med samma ord (fainetai-fainomai: han synes, jag synes), vilket ger en ringkomposition, och att Catullus efterbildning av dikten omfattar just fyra strofer." I den rekonstruktion av dikten som gjorts av den brittiske antikforskaren Armand D'Angour menar han att den ursprungligen kan ha innehållit upp till åtta strofer.